# 라슬로 베네스
라슬로 베네스(슬로바키아어: László Bénes, 1997년 9월 9일 ~ )는 슬로바키아의 축구 선수로, 쉬페르리그의 카이세리스포르와 슬로바키아 국가대표팀에서 미드필더로 활약하고 있다.

## 어린 시절
베네스는 헝가리 민족 가정의 두나이스카스트레다(주로 헝가리 민족이 많은 마을)에서 태어났다. 그에게는 슬로바키아 하부 리그에서 아마추어 수준의 축구를 하는 크리스티아난이라는 남동생이 있다.

## 구단 경력
2015년 2월 6일, 베네스는 슬로바키아 수페르리가의 MŠK 질리나와 죄르 ETO에서 3년 계약을 맺었다.
2016년 7월 1일, 그는 분데스리가의 보루시아 묀헨글라트바흐에 입단했다.
2019년 1월 28일, 베네스는 시즌 후반기에 2. 분데스리가의 홀슈타인 킬로 이적했다. 그는 1. FC 하이덴하임과의 원정 경기에서 데뷔했는데, 경기 68분에 요나스 메페르트와 교체 투입되었다.
2021년 2월 1일, 베네스는 시즌이 끝날 때까지 분데스리가의 아우크스부르크로 임대 이적했다.
2022년 6월 21일, 베네스는 함부르거 SV와 4년 계약을 체결했다.
UEFA 유로 2024에서 슬로바키아를 대표하는 동안, 베네스는 우니온 베를린과 계약을 맺었다고 발표되었다. 이 이적은 언론에 의해 추정되는 이적료는 약 500만 유로이다.

## 국가대표팀 경력
베네스는 리투아니아를 상대로 2-1 승리를 거둔 89분에 온드레이 두다와 교체되어 슬로바키아 국가대표팀에 데뷔했다.  묀헨글라트바흐에서 부상이 길어지고 출전 시간이 짧기 때문에, 베네스는 2018년 10월에 사임한 얀 코자크 감독 체제의 국가대표팀에 더 이상 출전하지 않았다.
2019년 5월 28일, 파벨 하팔 감독은 6월 요르단과의 홈 친선 경기에서 더블 고정을 위해 그를 소집했다. 그 후, U-21 국가대표팀의 핵심은 베네스를 포함한 하팔의 자식들로 알려지게 되었다.